# Mandriá (Pafos)
Mandriá (en griego: Μανδριά) es un pueblo en el Distrito de Pafos de Chipre, situado a 2 km al este de Timi.